# Rangárþing ytra

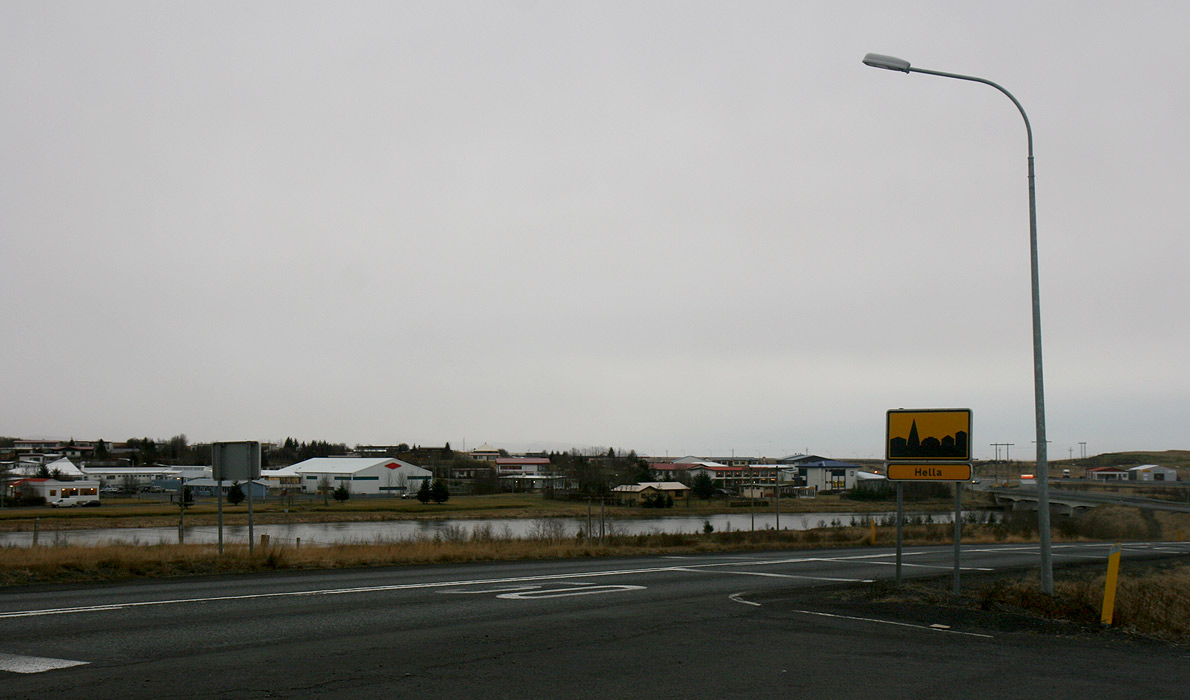
Hella (ort i Island, Suðurland)

Rangárþing ytra är en kommun i regionen Suðurland på Island. Folkmängden är 1 636 (2019).